# Rejosari (Kalikajar)
Rejosari is een bestuurslaag in het regentschap Wonosobo van de provincie Midden-Java, Indonesië. Rejosari telt 2587 inwoners (volkstelling 2010).